# Cairo (Lesende)
Cairo es una aldea situada en la parroquia de Lesende en el municipio de Lousame, provincia de La Coruña, Galicia, España. 
En 2021 tenía una población de 18 habitantes (9 hombre y 9 mujeres). Está situada a 145 metros sobre el nivel del mar a 6 km de la cabecera municipal. Las localidades más cercanas son Lesende, Horta y Quintáns.